# Slip (Kleidung)

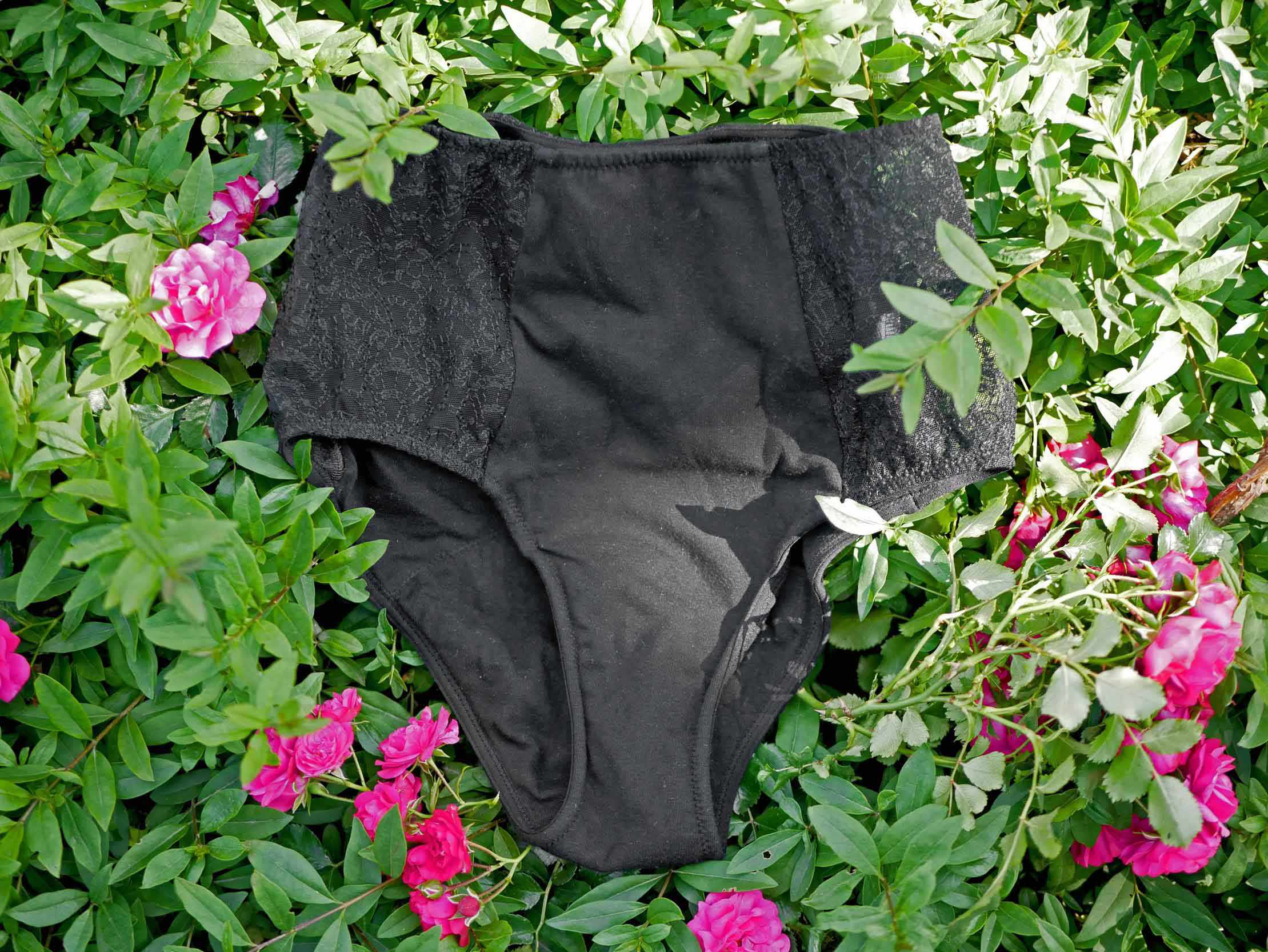
Moderner Menstruationsslip

Der Slip (englisch to slip, „schlüpfen“) war ab den 1960er-Jahren die kürzeste Form der Unterhose und endete mit dem Beinteil in der Schenkelbeuge. Diese Form wurde auch für die Badehose übernommen. Das aus dem Englischen übernommene Wort Slip ist ein Scheinanglizismus, da im Englischen mit slip ein Unterkleid bezeichnet wird.
Die deutsche Bezeichnung Schlüpfer bzw. Pagenschlüpfer oder Pagenhöschen hingegen bezeichnete ursprünglich eine Unterhose oder Badehose mit Beinansatz. Langbeinschlüpfer sind enganliegend taillenhoch mit etwa handbreiten oder längeren Beinen, meist aus einem nahtlosen Schlauch, der in der Mitte der Vorder- und Rückseite bis auf Schritthöhe aufgeschnitten wird, um die zwei entstandenen Stoffbahnen zu einzelnen Beinen zu vernähen. Zum Dehnungsausgleich kann noch ein Zwickel im Schrittbereich eingesetzt sein. Somit ist dieser Schnitt an den Außenrändern nahtlos und bildet keine sichtbare Sliplinie durch sich abzeichnende Nähte. Diese Schnittvariante ist auch bei Leggings zu finden.

## Formen und modische Entwicklung

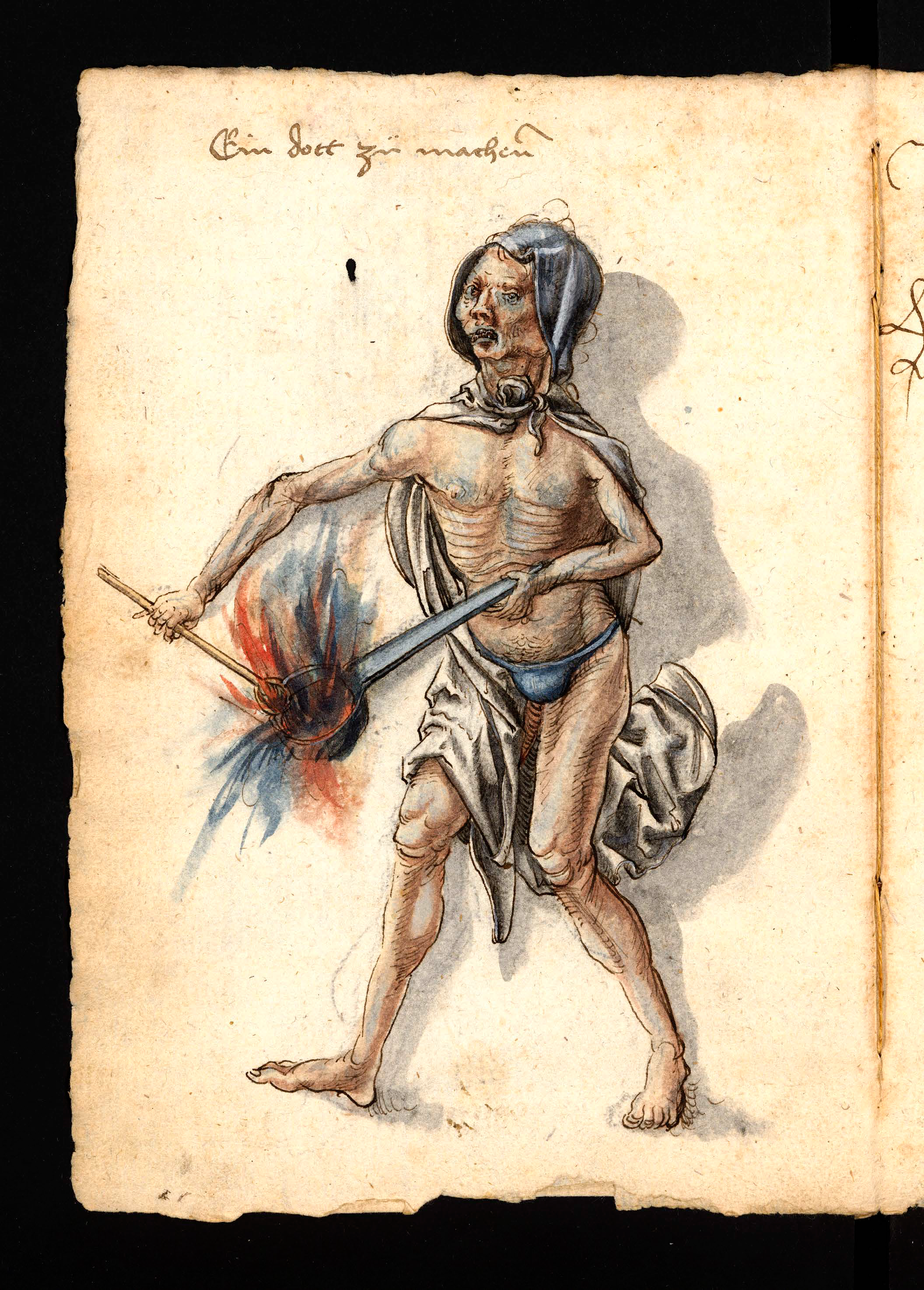
Mann in Unterhose, Löffelholz-Codex 1505

Ursprünglich hatte Unterwäsche keine Gummizüge oder Gummibänder, sodass sie mit Bändern, Schleifen und Knöpfen festgehalten werden musste. Als nach der Wende vom 19. zum 20. Jahrhundert das Elastik, wie der Hosengummi auch genannt wurde, in Gebrauch kam, nannte man die schnellen Unterhosen einfach Schlüpfer.
1934 führte Arthur Kneibler, ein Manager und Designer der Strickerei Cooper aus Wisconsin, eine neue Variante der Unterhose ein, die den Boxershorts Konkurrenz machte, den Slip. Sie erhielt den Namen Jockey und zeichnete sich dadurch aus, dass sie beinlos war. In drei Monaten verkaufte er 30.000 Stück allein in Chicago.
Noch bis in die 1960er-Jahre unterschied man zwischen Unterwäsche, die etwa zur Arbeit getragen wurde, mit dunklen Farben, meistens grau, und Unterwäsche, die zu anderen Zeiten getragen wurde, mit hellen Farben, meistens weiß. Ebenso unterschied man zwischen Sommer-Unterwäsche (leicht, Doppelripp) und Winter-Unterwäsche (angeraut, dick, Cuprama- oder Futterschlüpfer, mit Beingummibund für Frauen oder langen Unterhosen für Männer). Bis in die 1970er-Jahre trugen Männer meist weiße Doppelripp-Slips oder Unterhosen mit Eingriff. Diese wurden dann durch Feinripp-Slips oder Unterhosen mit Eingriff, die häufig auch farbig (meist hellblau oder beige) und/oder bedruckt waren, sowie durch bunte Sportslips ohne Eingriff abgelöst.

## Varianten
- Minislip – niedriger Bund[2]
- Hüftslip – sitzt auf der Hüfte[2]
- Jazzpants – Taillenslips mit sehr hohem Beinschnitt und Bund, die aus der Gymnastikbekleidung kommen.
- Maxi-Slip oder auch Taillenslip – hoch geschnitten, niedriger Beinschnitt.[2]
- Menstruationsunterwäsche
- Miederslip bzw. Slippanty[5]

### Posingslip
Im Bodybuilding werden zu Wettkämpfen und zu Show-Zwecken spezielle Posingslips getragen. Sie sind eng anliegend und so geschnitten, dass sie möglichst nicht den Blick auf die Muskulatur verdecken. Insbesondere die Beinmuskulatur soll weitestgehend frei bleiben. Daher sitzen Posingslips sehr hoch, und der Beinausschnitt ist ebenso hoch. Vorn beschränkt sich der bedeckte Bereich auf die Genitalien, hinten ist eine ähnliche Fläche bedeckt, die seitliche Verbindung ist schmal (die IFBB schreibt 1 cm vor). Von hinten sind mindestens zwei Drittel des Gesäßes (Musculus gluteus maximus) sichtbar.
Posingslips haben sich aus Badehosen entwickelt und folgten lange Zeit dem Trend der Bademode. Als Bodybuilding Wettkampfsport wurde, hatten sich in der Badebekleidung dehnfähige Kunstfasern durchgesetzt. Am Muscle Beach von Los Angeles wurde die Badehose im knappen amerikanischen Schnitt der siebziger Jahre zur Urform des Posingslips. Das Material besteht in der Regel aus Nylon und Elasthan.

## Bildergalerie

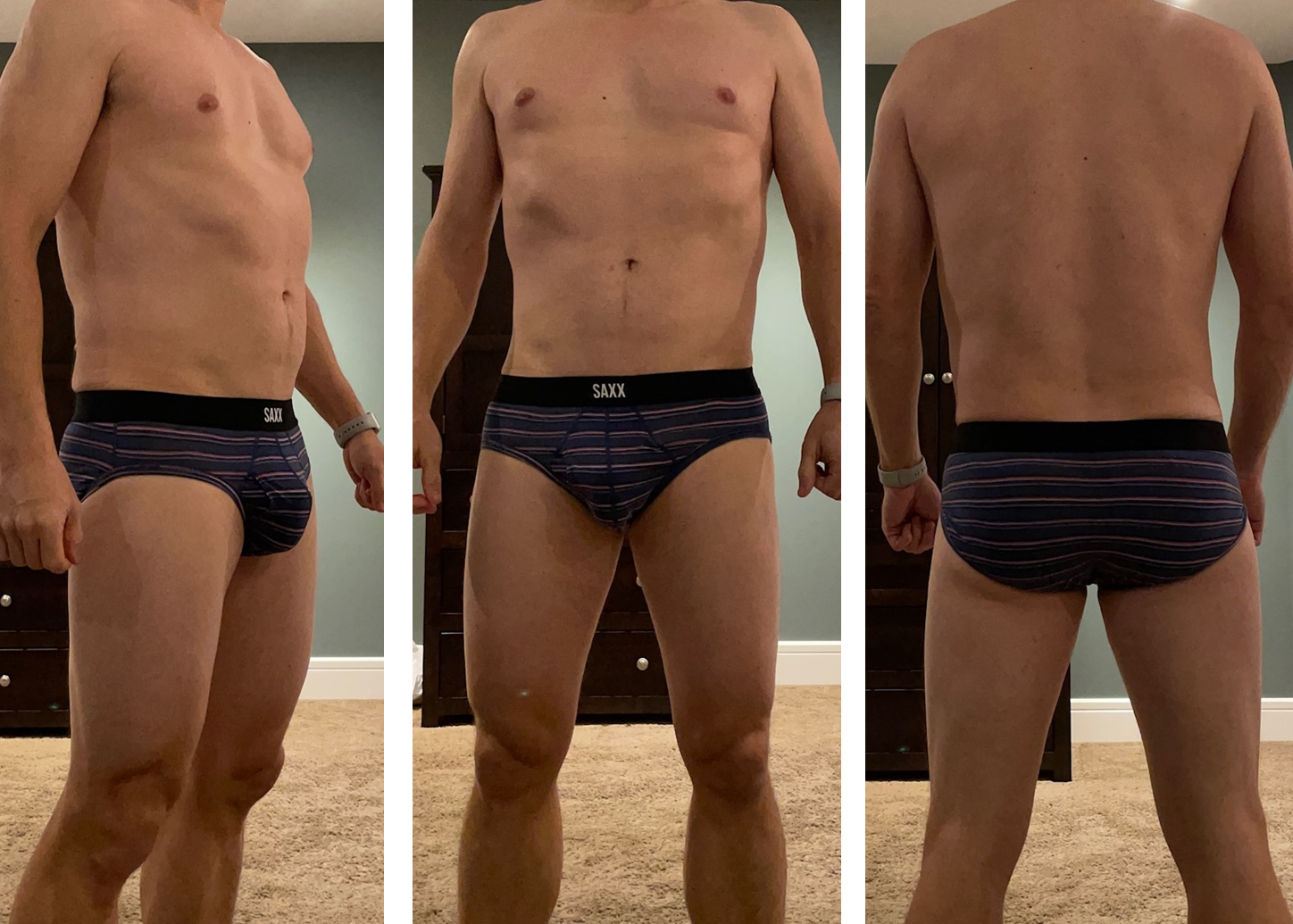
Herrenslip
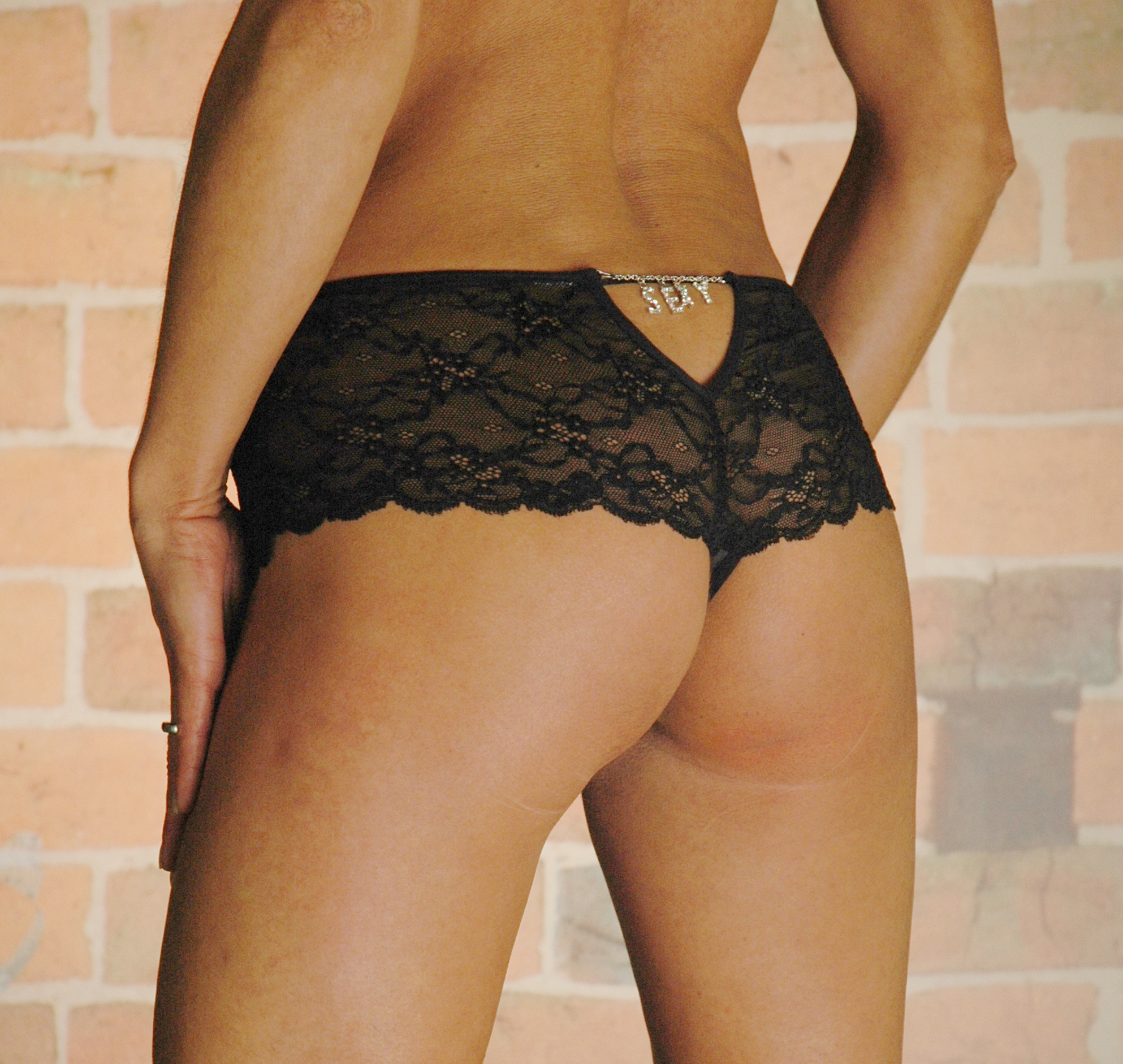
String-Panty
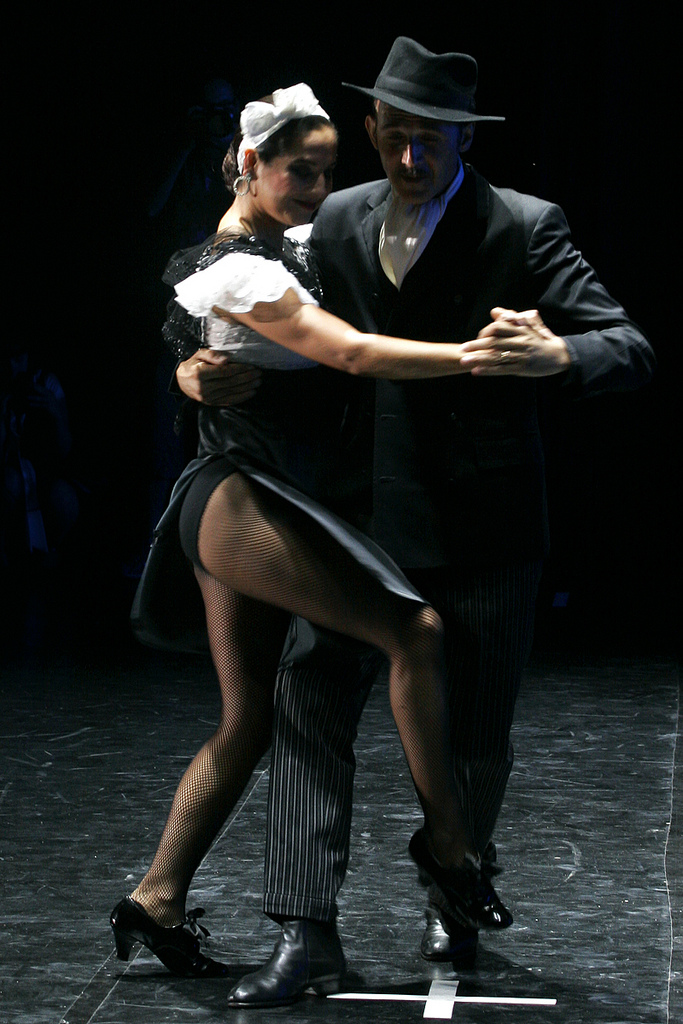
Jazzpants als Teil eines Tanzkostüms
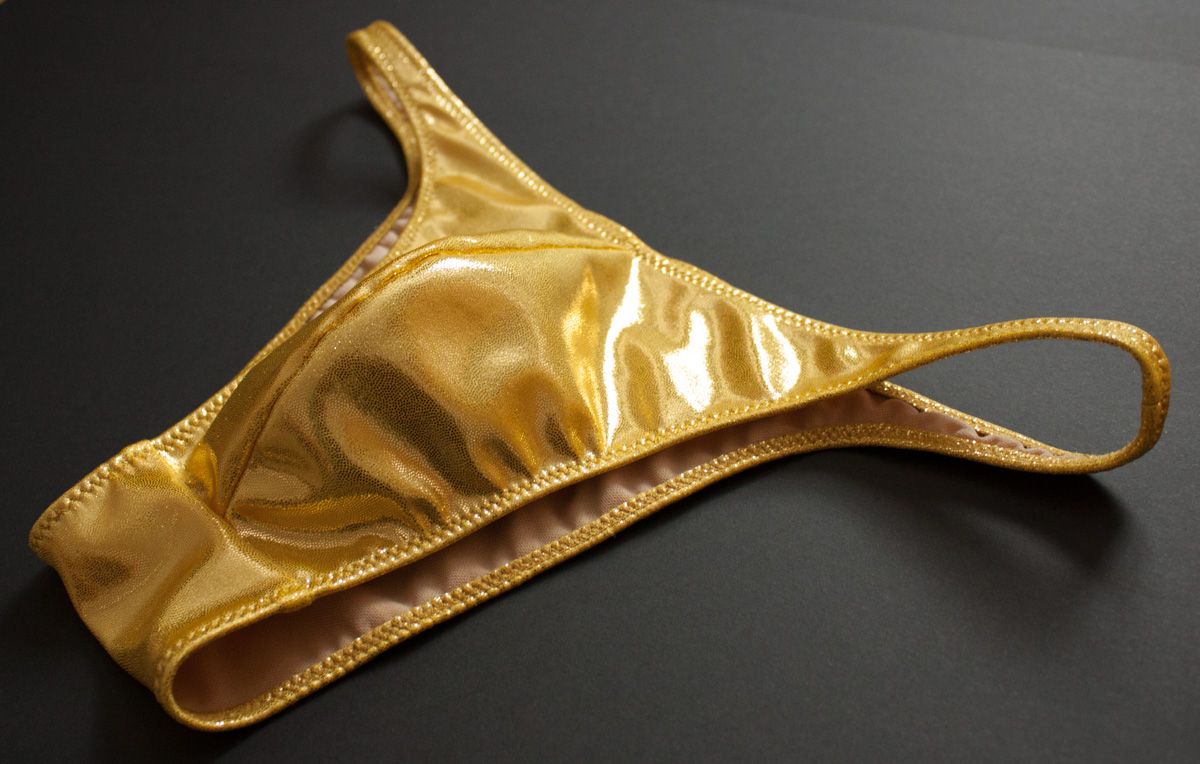
Posingslip
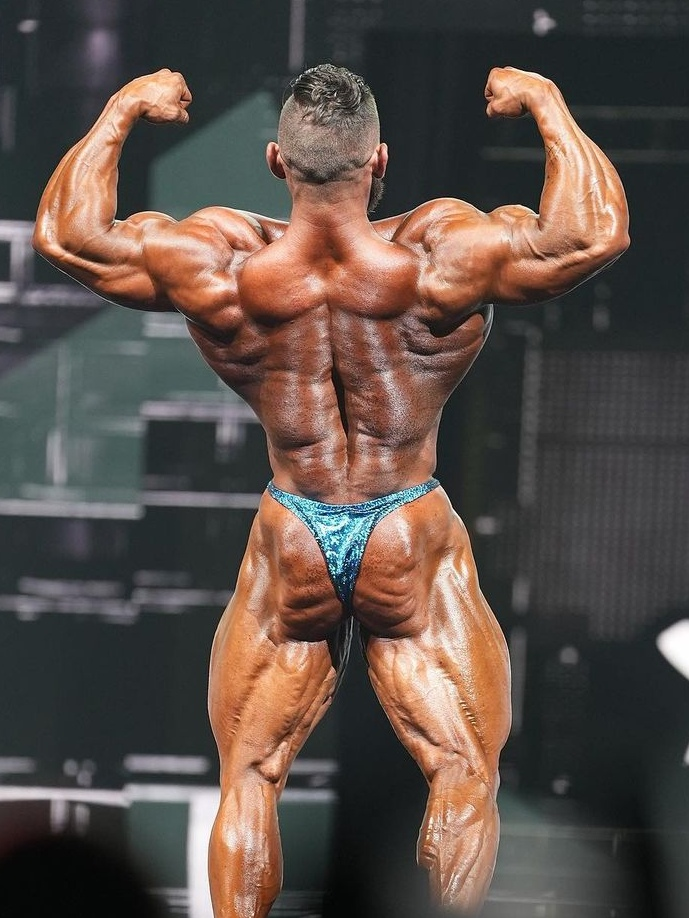
Posingslip von hinten